# العلاقات السنغافورية الغيانية
العلاقات السنغافورية الغيانية هي العلاقات الثنائية التي تجمع بين سنغافورة وغيانا.

## مقارنة بين البلدين
هذه مقارنة عامة ومرجعية للدولتين:
| وجه المقارنة                                              | سنغافورة                                                             | غيانا        |
| --------------------------------------------------------- | -------------------------------------------------------------------- | ------------ |
| المساحة (كم2)                                             | 719                                                                  | 214.97 ألف   |
| عدد السكان (نسمة)                                         | 5.89 مليون                                                           | 777.86 ألف   |
| الكثافة السكانية (ن./كم²)                                 | 819.19 ألف                                                           | 3.62         |
| العاصمة                                                   | سنغافورة                                                             | جورج تاون    |
| اللغة الرسمية                                             | لغة إنجليزية، اللغة الملايو، اللغة الصينية القياسية، اللغة التاميلية | لغة إنجليزية |
| العملة                                                    | دولار سنغافوري                                                       | دولار غياني  |
| الناتج المحلي الإجمالي (بليون دولار)                      | 323.91 مليار                                                         | 3.68 مليار   |
| الناتج المحلي الإجمالي (تعادل القوة الشرائية) بليون دولار | 472.59 مليار                                                         | 5.77 مليار   |
| الناتج المحلي الإجمالي الاسمي للفرد دولار أمريكي          | 52.89 ألف                                                            | 4.13 ألف     |
| الناتج المحلي الإجمالي للفرد دولار أمريكي                 | 82.76 ألف                                                            |              |
| مؤشر التنمية البشرية                                      | 0.925                                                                |              |
| رمز المكالمات الدولي                                      | +65                                                                  | +592         |
| رمز الإنترنت                                              | .sg                                                                  | .gy          |
| المنطقة الزمنية                                           | ت ع م+08:00، توقيت سنغافورة المنسق ‏                                  | 00           |

## منظمات دولية مشتركة
يشترك البلدان في عضوية مجموعة من المنظمات الدولية، منها:
| علم المنظمة | اسم المنظمة                               | تاريخ انضمام سنغافورة | تاريخ انضمام غيانا |
| ----------- | ----------------------------------------- | --------------------- | ------------------ |
|             | مؤسسة التنمية الدولية                     | 27 سبتمبر 2002        | 4 يناير 1967       |
|             | يونسكو                                    | 8 أكتوبر 2007         | 21 مارس 1967       |
|             | وكالة ضمان الاستثمار متعدد الأطراف        | 24 فبراير 1998        | 18 يناير 1989      |
|             | الأمم المتحدة                             | 21 سبتمبر 1965        | 20 سبتمبر 1966     |
|             | دول الكومنولث                             | ?                     | ?                  |
|             | الاتحاد البريدي العالمي                   | ?                     | ?                  |
|             | البنك الدولي للإنشاء والتعمير             | 3 أغسطس 1966          | 26 سبتمبر 1966     |
|             | الاتحاد الدولي للاتصالات                  | 22 أكتوبر 1965        | 8 مارس 1967        |
|             | منظمة حظر الأسلحة الكيميائية              | ?                     | ?                  |
|             | مؤسسة التمويل الدولية                     | 4 سبتمبر 1968         | 4 يناير 1967       |
|             | المركز الدولي لتسوية المنازعات الاستشارية | 13 نوفمبر 1968        | 10 أغسطس 1969      |
|             | منظمة التجارة العالمية                    | ?                     | ?                  |
|             | تحالف الدول الجزرية الصغيرة               | ?                     | ?                  |
|             | منظمة الشرطة الجنائية الدولية             | ?                     | ?                  |

## وصلات خارجية
- موقع وزارة الخارجية السنغافورية
- موقع وزارة الخارجية الغيانية